# Iglesia de la Merced (La Serena)
La Iglesia de La Merced, "Nuestra Señora de las Mercedes" o "El Sagrario". Es una iglesia de la ciudad de La Serena.

## Historia

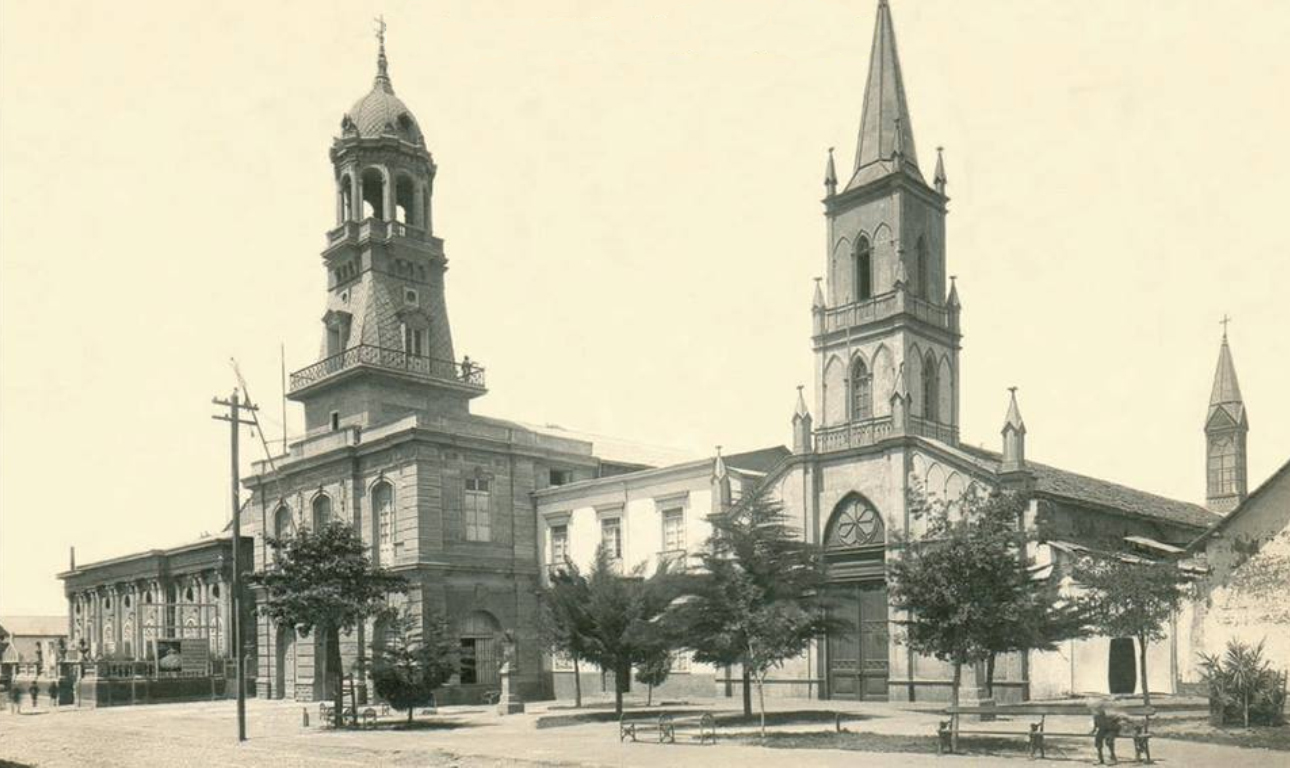
Teatro Nacional, torre de la Compañía de Bomberos e Iglesia de La Merced en La Serena.

La primera iglesia y convento de La Merced fue incendiada en el desastre del pirata Bartolomé Sharp en 1680, sin embargo se reedificó pronto debido a que la orden contaba con productivas rentas y propiedades.
En 1755 se le describe de la siguiente manera: "Se encuentra su iglesia terminada, muy decente y con profusión de adornos, y su claustro con una parte concluida y otra con murallas".
En él residían seis religiosos y sus rentas anuales alcanzaban a mil quinientos pesos de la época. La propiedad del claustro se extendía prácticamente a toda la manzana.

## Arquitectura
Su estructura o nave principal data de 1709, según consta en una piedra esculpida en su frontis en la parte cubierta por la torre. La torre fue construida en 1830 gracias al arcediano Joaquín Vera.
Hacia mediados del siglo XIX su cielo estaba decorado con una artesonado exquisitamente trabajado, cubierto de perillas torneadas que descendían del centro en simétricos dibujos formados por doradas molduras. Este trabajo a pesar de que se encontraba en buen estado se destruyó para reemplazarlo por tablas lisas a fines del siglo XIX.
Su antigua campana fue fundida en 1851 durante el Sitio de La Serena para fabricar balas.
El 20 de julio de 1846 fue declarado Sagrario.